# Robert Brown (Botaniker, 1842)
Robert Brown (* 23. März 1842 in Camster, Caithness; † 26. Oktober 1895 in London) war ein schottischer Wissenschaftler, Entdecker und Autor. Sein botanisches Autorenkürzel lautet „R.Br.ter“.

## Biografie
Brown wurde in Camster in der schottischen Grafschaft Caithness geboren und studierte an den Universitäten von Edinburgh, Leiden, Kopenhagen und Rostock.
Er bezog sich immer auf seine Heimatstadt Campster (Campsterianus), um sich so von einem berühmten Zeitgenossen gleichen Namens zu unterscheiden. Er besuchte zu Studentenzeiten Spitzbergen, Grönland und das westliche Ufer der Baffin Bay, führte anschließend wissenschaftliche Untersuchungen auf den Inseln des Pazifiks, sowie an den Stränden von Venezuela und Alaska und an der Küste des Beringmeers durch, führte eine Expedition zur Kartierung des Binnenlands von Vancouver Island und schrieb viel über die Flora und Fauna dieser Länder.

## Erkundung und Reise
Brown kam Anfang 1863 in Fort Victoria an, um die Kolonie Vancouver Island zu erforschen. Im weiteren Jahresverlauf erforschte er das Gebiet vom Barkley Sound bis nach Kyuquot. Im folgenden Jahr übernahm er die Führung der Vancouver Island Exploring Expedition, einer viermonatigen Unternehmung, bei der er über 2000 Kilometer zurücklegte. Die Expedition führte zur Benennung vieler Berge, Flüsse und Seen auf Vancouver Island. Mitglied der Expedition, an der auch Frederick Whymper als Künstler teilnahm, setzten durch, dass ein Fluss nach ihm Browns River benannt wurde. Sie fanden Gold am Leech River, was für großes Aufsehen sorgte, jedoch war der Erlös von 60.000 Dollar nur ein geringer Erfolg. Brown maß ihrer Entdeckung von Kohle im Comox Valley eine größere Bedeutung bei.
Mit Fredericks Bruder Edward Whymper versuchte er 1867 das Binnenland von Grönland zu durchqueren, wobei er viele Entdeckungen machte, die später auch von Robert Edwin Peary bestätigt wurden. Er reiste in die Barbareskenstaaten und wurde die erste britische Autorität in Marokko. Dies geschah fast zufällig, nachdem er dort einen Urlaub verbrachte, aber nicht in der Lage war das Nichtstun zu genießen.

## Lektorat und Schreiben
Bevor er das 30. Lebensjahr erreichte, hatte Brown über 30 wissenschaftliche Aufsätze verfasst und ein Handbuch der Botanik für Fortgeschrittene geschrieben und dazu noch mehrere populärwissenschaftliche Werke. Er beschrieb seine Reisen auf Vancouver Island und wurde 1869 an der Universität Rostock promoviert.
Brown war Lektor in den Fachbereichen Geologie, Botanik und Zoologie an den Universitäten von Edinburgh und Glasgow und war Mitglied in vielen Gelehrtengesellschaften in England, den USA und auf dem europäischen Kontinent. Er war Präsident der Royal Physical Society of Edinburgh und Mitglied des Rates der Royal Geographical Society.
Brown zog 1876 nach London und widmete sich den Rest seines Lebens dem Schreiben. Er verdiente seinen Lebensunterhalt als Journalist. Zusätzlich zur Botanik schrieb er verstärkt zu den Themen Zoologie, Geologie und Geographie, sowohl für ein gelehrtes Publikum als auch für die allgemeine Öffentlichkeit. Ein Beispiel dafür, dass er die Fähigkeit besaß, sowohl für Generalisten als auch für Spezialisten zu schreiben, ist der umfangreiche Kommentar, den er zu dem 1896 erschienenen und 1807 wieder publizierten Werk slave narrativ von John R. Jewitt verfasste. Brown dachte dabei über die Veränderungen im Leben der indigenen Völker der pazifischen Nordwestküste nach, und zwar von der Zeit der ersten europäischen Erforscher bis in das späte 18. Jahrhundert, über den Häuptling Maquinna und die Gefangenschaft von Jewitt, über seine eigenen Forschungsreisen im Jahr 1863 bis zu der Situation Mitte der 1890er, als viele First Nations am Rande der Auflösung standen.
Brown war ein starker, zuversichtlicher und lebenslustiger junger Mann gewesen. Er war unfähig sich zu entspannen, gleichzeitig jedoch erschöpft vom intensiven Leben in London. Er war sehr wütend darüber, dass seine beste Arbeit ungewürdigt blieb. Er starb am 26. Oktober 1895 im Alter von nur 53 Jahren. Noch die Nacht seines Todes hatte er mit Schreiben verbracht. Er wurde auf dem Friedhof von West Norwood beerdigt.

## Veröffentlichungen
Zusätzlich zu den vielen wissenschaftlichen Aufsätzen, Artikeln und Rezensionen in den verschiedensten Sprachen verfasste er unter anderem folgende Publikationen:
- Robert Brown: A manual of botany. Anatomical and physiological for the use of students. 1874 (babel.hathitrust.org).
- Science for All. 5 Bände, 1877–82.
- The World Its Cities And Peoples. Band IV–IX, 1882–85.
- The Story of Africa and Its Explorers. 4 Bände, 1892–95 (hathitrust.org; Neuauflage 1911 hathitrust.org).
- The adventures of John Jewitt : only survivor of the crew of the ship Boston during a captivity of nearly three years among the Indians of Nootka Sound in Vancouver Island (1896). Nachdruck mit Notizen und 30-seitiger Einleitung von Robert Brown (archive.org).